# Pologne litteraire
Pologne littéraire – miesięcznik w języku francuskim, wydawany w Warszawie w latach 1926–1936 przez Antoniego Bormana i Mieczysława Grydzewskiego.
Pismo w założeniu eklektyczne, związane z Wiadomościami Literackimi (wspólna redakcja, zbliżony krąg współpracowników, podobna szata graficzna). Popularyzowało i propagowało polską kulturę i literaturę poza granicami kraju. Miesięcznik informował o aktualnych wydarzeniach literackich, dorobku zarówno współczesnych pisarzy polskich, jak i klasyków. Część materiałów drukowano w języku angielskim, niemieckim, rosyjskim i włoskim. Wśród współpracowników zagranicznych byli m.in. Paul Valéry, Tomasz Mann, André Maurois, Gilbert Keith Chesterton, Paul Cazin, K. Krejci.